# Graphic
 (octobre 2023).
Si vous disposez d'ouvrages ou d'articles de référence ou si vous connaissez des sites web de qualité traitant du thème abordé ici, merci de compléter l'article en donnant les références utiles à sa vérifiabilité et en les liant à la section « Notes et références ».
Graphic est un magazine coréen-anglais fondé en 2007 et consacré aux arts/designs graphiques contemporains.
Il est publié trimestriellement.
Chaque numéro est consacré à un thème, traité en profondeur.
Graphic a été rédigé et édité en langue coréenne jusqu'à son huitième numéro, mais depuis le neuvième, il est publié en coréen et en anglais. Il est actuellement diffusé en Corée et en Europe ; il est prévu d'étendre sa zone de circulation vers l'Amérique, en Asie et ainsi de suite.

## Éditions
- N°1. Magazine Art Directors, janvier 2007.
- N°2. Motion Graphics, avril 2007.
- N°3. The Next Illustration, juillet 2007.
- N°4. Book Design Issue, octobre 2007
- N°5. The Next Illustration vol.2, janvier 2008
- N°6. Magazine Issue, avril 2008
- N°7. Fashion Graphic, juillet 2008
- N°8. Small Studio
- N°9. Werkplaats Typografie Special Issue, février 2009
- N°10. Self-Publishing Issue, mai 2009
- N°11. Ideas Of Design Exhibition
- N°12. Manystuff Special Issue, novembre 2009
- N°13. Visual Identity Issue
- N°14. Work & Run: Young Studios
- N°15. Printing Journal
- N°16. Type Archive Issue
- N°17. When Design Becomes Attitude